# 菲兰克
菲兰克（德語：Vielank）是德国梅克伦堡-前波美拉尼亚州的一个市镇。总面积77.37平方公里，总人口1365人，其中男性687人，女性678人（2011年12月31日），人口密度18人/平方公里。